# Foxes
Louisa Rose Allen (Southampton, Hampshire, 29 de abril de 1989), mais conhecida pelo nome artístico Foxes, é uma cantora, atriz e compositora britânica. Em 2012, Foxes participou da canção "Clarity", do DJ russo Zedd, que alcançou a posição de número oito no tabela musical Billboard Hot 100 e ganhou um Grammy Award para Best Dance Recording. O álbum de estreia de Foxes, Glorious, foi lançado em 28 de fevereiro de 2014 e conta com os singles "Youth", "Let Go for Tonight", "Holding onto Heaven" e "Glorious". Seu segundo disco, All I Need, foi lançado em 2016 e inclui os singles "Body Talk", "Better Love", "Amazing" e "Cruel".

## Biografia e carreira

### Início da vida e educação

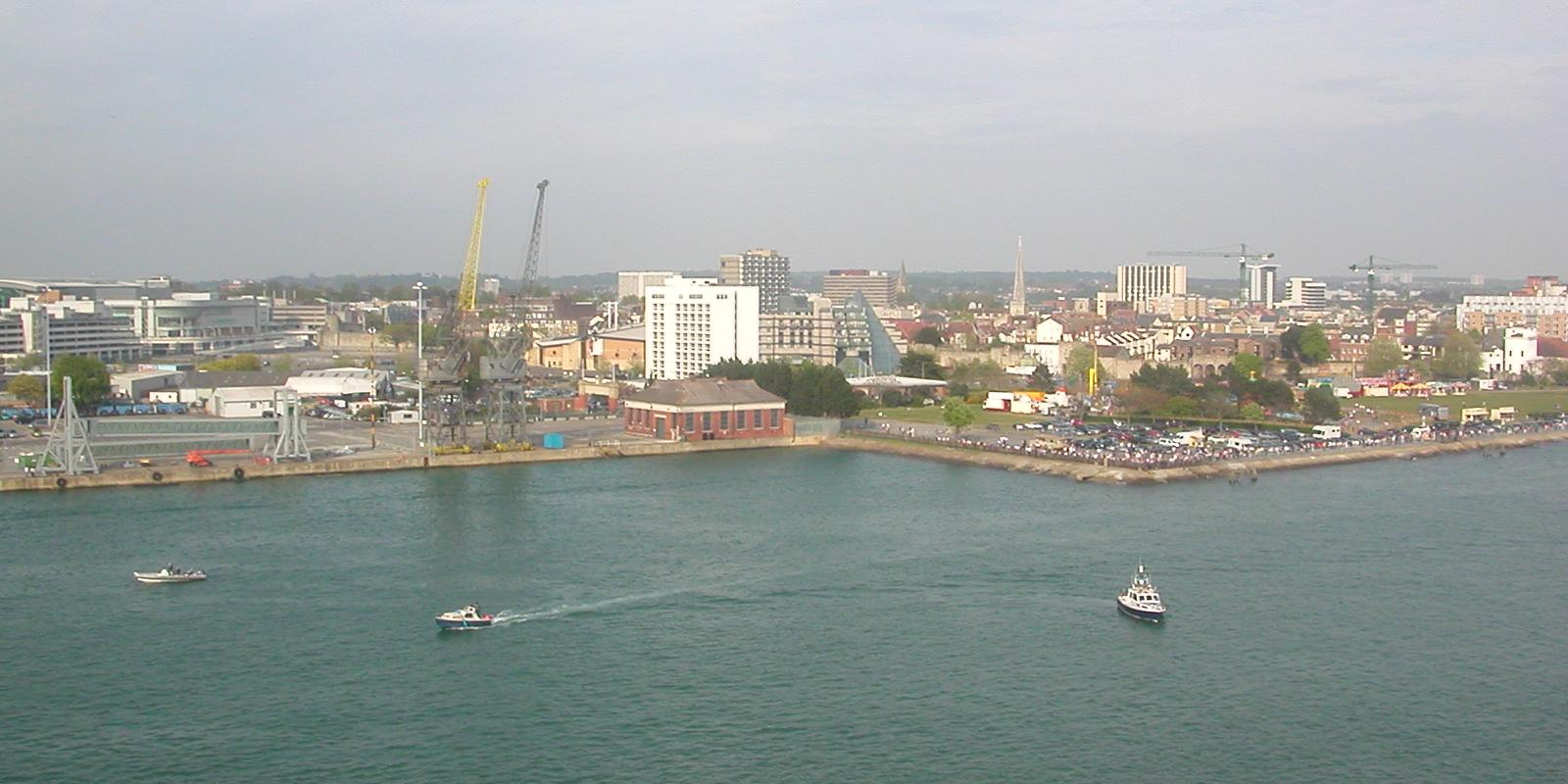
Foxes nasceu em Southampton, no condado de Hampshire.

Allen nasceu em Southampton, Hampshire, e cresceu nas áreas de Swaythling e St Denys. Ela frequentou as escolas St Denys Primary School, Cantell School, e Eastleigh College. Ela começou a escrever música quando tinha 14 anos e chegou à final de um concurso de talentos locais em 2009. Aos 18 anos de idade, ela considerou o treinamento como uma terapeuta de beleza, mas sua irmã persuadiu-a a se mudar para Londres para perseguir suas ambições musicais. Ela estudou música numa instituição de ensino superior, mas deixou os ensinos, dizendo preferir escrever e cantar música do que estudar.

### 2011–2013:Warriore aparições em destaque
Allen inventou um nome artístico para se diferenciar da cantora pop britânica Lily Allen. Ela considerou o pseudônimo Foxes após uma sugestão de um amigo, já que a primeira canção que Allen escreveu era intitulada "Like Foxes Do"; sua mãe então lhe disse que ela teve um sonho uma "sobre essas raposas correndo em nossa rua, e elas estavam uivando e fazendo esses belos ruídos", que ela disse que lembrou da música de sua filha. Allen escolheu Foxes com base nessa conexão. Ela começou a tocar como Foxes em Londres em 2011.
Foxes lançou seu single de estreia, "Youth", em janeiro de 2012 pela Neon Gold Records, e no mês seguinte ela assinou contrato com a Sign of the Times, uma marca registrada britânica da Sony Music Entertainment, de Simon Fuller. "Youth" e seu lado B, "Home", foram usadas na série de televisão estadunidense Gossip Girl e no extended play de 2012, Warrior, que Foxes promoveu com um série de concertos em solo estadunidense. Mais tarde no mesmo ano, Foxes embarcou na turnê Lonely Hearts Club Tour de Marina and the Diamonds e lançou seu segundo single, "Echo".
"Youth" atraiu atenção do produtor musical Zedd, que chamou Foxes para participar da canção "Clarity". "Clarity" foi lançada como single no final de 2012 e se tornou um grande sucesso durante 2013, atingindo o número oito na tabela musical estadunidense Billboard Hot 100 e número um na Hot Dance Club Songs. A canção foi certificada platina dupla na Austrália, platina nos Estados Unidos, e prata no Reino Unido, onde a canção alcançou o número 27 na UK Singles Chart. A canção ganhou um Grammy por Best Dance Recording. Ainda em 2013, Foxes participou da canção "Just One Yesterday" do Fall Out Boy, na canção "Until the End" do cantor Sub Focus, e no single "Right Here" da banda Rudimental.

### 2013–2014:Glorious
A canção "Beauty Queen" foi lançada em maio de 2013 como uma apresentação, seguida do relançamento de "Youth" para os Estados Unidos, em agosto de 2013, depois de Foxes ter assinado com a RCA Records no país. Durante o final de 2013, Foxes embarcou numa turnê própria ao redor do Reino Unido. "Let Go for Tonight", uma canção previamente incluída no EP Warrior, foi retrabalhada e lançada como single em fevereiro de 2014, alcançando a posição de número sete na parada do Reino Unido, a primeira posição acima do top 10 de Foxes. Em 17 de abril de 2014, Foxes apareceu no BBC Radio 1's Innuendo Bingo.[carece de fontes?] Glorious, o álbum de estreia de Foxes, foi lançado em maio de 2014, seguido do lançamento do terceiro single, "Holding onto Heaven". O disco atingiu o número cinco na parada musical UK Albums Chart. A faixa-título do álbum foi lançada como quarto single do disco em agosto de 2014. Durante setembro e outubro de 2014, Foxes serviu como ato de abertura da turnê Dead Girl Tour, do músico Pharrell, cantando para arenas ao redor do continente europeu. Ainda em outubro, Foxes participou da oitava temporada da série de televisão de ficção científica Doctor Who, cantando "Don't Stop Me Now", da banda Queen. Em dezembro, Foxes visitou o Reino Unido novamente com uma turnê.

### 2015–presente:All I Need
Foxes afirmou em uma entrevista no final de 2014 que ela tinha começado a trabalhar em seu segundo álbum. Ela também colaborou com o produtor de dança veterano Giorgio Moroder em seu álbum solo de 2015, Déjà Vu, participando na pista "Wildstar". Em entrevistas subsequentes, Foxes revelou o nome do projeto, All I Need, e que ela esperava lançá-lo no final de 2015. As sessões de gravação ocorreram na América, Suécia e Reino Unido. All I Need foi lançado em 5 de fevereiro de 2016. O primeiro single do álbum, "Body Talk", foi lançado em julho de 2015 e chegou ao número 25 no UK Singles Chart. Foxes estreou o tema durante um concerto de um dia em sete países do Reino Unido, que garantiu a entrada de Foxes no Guinness World Records com o título "a maior quantidade de concertos ao vivo em 12 horas em várias cidades".[carece de fontes?] A lista de músicas do álbum e o vídeo da música "Feet Do not Fail Me Now" também foram lançados em julho. O segundo single, "Better Love", foi lançado em setembro de 2015. Foxes está prestes a embarcar em uma nova turnê no Reino Unido, apoiado por Izzy Bizu. O terceiro single, "Amazing", foi lançado em 4 de dezembro de 2015. "Cruel" foi lançado como o quarto single em 19 de abril de 2016 com um vídeo musical acompanhando lançado na mesma data.

## Discografia

### Álbuns

#### Álbuns de estúdio
| Título     | Detalhes | Melhores posições nas tabelas | Melhores posições nas tabelas | Melhores posições nas tabelas | Melhores posições nas tabelas | Melhores posições nas tabelas | Melhores posições nas tabelas | Melhores posições nas tabelas | Melhores posições nas tabelas | Vendas     | Certificações (limiares de vendas) |
| Título     | Detalhes | UK                            | AUS                           | CAN                           | IRL                           | JAP                           | NZ                            | ESC                           | EUA Heat                      | Vendas     | Certificações (limiares de vendas) |
| ---------- | --- | ----------------------------- | ----------------------------- | ----------------------------- | ----------------------------- | ----------------------------- | ----------------------------- | ----------------------------- | ----------------------------- | ---------- | ---------------------------------- |
| Glorious   | - Lançamento: 12 de maio de 2014 - Editoras: RCA, Sign of the Times - Formatos: CD, download digital, vinil      | 5                             | 36                            | 64                            | 11                            | 69                            | 29                            | 5                             | 27                            | - : 60.000 | - : Prata                          |
| All I Need | - Lançamento: 05 de fevereiro de 2016 - Editoras: RCA, Sign of the Times - Formatos: CD, download digital, vinil | 12                            | 53                            | —                             | 48                            | 111                           | —                             | 15                            | 8                             | - : 36.463 |                                    |

#### Extended plays
| Título  | Detalhes                                                                                         |
| ------- | ------------------------------------------------------------------------------------------------ |
| Warrior | - Lançamento: 18 de maio de 2012 - Editoras: RCA, Sign of the Times - Formatos: Download digital |

### Singles

#### Como artista principal
| Ano                                                   | Obra                  | Melhores posições nas tabelas | Melhores posições nas tabelas | Melhores posições nas tabelas | Melhores posições nas tabelas | Melhores posições nas tabelas | Melhores posições nas tabelas | Melhores posições nas tabelas | Melhores posições nas tabelas | Certificações | Álbum      |
| Ano                                                   | Obra                  | UK                            | AUS                           | BEL (FL)                      | HUN                           | IRE                           | SCO                           | JPN                           | US Dance                      | Certificações | Álbum      |
| ----------------------------------------------------- | --------------------- | ----------------------------- | ----------------------------- | ----------------------------- | ----------------------------- | ----------------------------- | ----------------------------- | ----------------------------- | ----------------------------- | ------------- | ---------- |
| 2013                                                  | "Youth"               | 12                            | —                             | —                             | —                             | 21                            | 7                             | —                             | 1                             |               | Glorious   |
| 2014                                                  | "Let Go for Tonight"  | 7                             | 59                            | —                             | —                             | 6                             | 7                             | 12                            | —                             |               | Glorious   |
| 2014                                                  | "Holding onto Heaven" | 14                            | —                             | —                             | 28                            | 46                            | 9                             | —                             | 10                            | - : Prata     | Glorious   |
| 2014                                                  | "Glorious"            | 97                            | —                             | —                             | —                             | —                             | 68                            | —                             | —                             |               | Glorious   |
| 2015                                                  | "Body Talk"           | 25                            | —                             | —                             | —                             | 100                           | 9                             | —                             | —                             |               | All I Need |
| 2015                                                  | "Better Love"         | 41                            | —                             | —                             | —                             | —                             | 55                            | —                             | —                             |               | All I Need |
| 2015                                                  | "Amazing"             | 110                           | —                             | —                             | —                             | —                             | 69                            | —                             | —                             |               | All I Need |
| 2016                                                  | "Cruel"               | 123                           | —                             | —                             | —                             | —                             | —                             | —                             | —                             |               | All I Need |
| "—" indica uma obra que não entrou na tabela musical. |                       |                               |                               |                               |                               |                               |                               |                               |                               |               |            |

#### Como artista convidada
| Ano                                                   | Obra         | Melhores posições nas tabelas | Melhores posições nas tabelas | Melhores posições nas tabelas | Melhores posições nas tabelas | Melhores posições nas tabelas | Melhores posições nas tabelas | Melhores posições nas tabelas | Melhores posições nas tabelas | Melhores posições nas tabelas | Melhores posições nas tabelas | Certificações                                          | Álbum   |
| Ano                                                   | Obra         | UK                            | AUS                           | BEL (FL)                      | CAN                           | ALE                           | IRL                           | NL                            | NZ                            | ESC                           | EUA                           | Certificações                                          | Álbum   |
| ----------------------------------------------------- | ------------ | ----------------------------- | ----------------------------- | ----------------------------- | ----------------------------- | ----------------------------- | ----------------------------- | ----------------------------- | ----------------------------- | ----------------------------- | ----------------------------- | ------------------------------------------------------ | ------- |
| 2012                                                  | "Clarity"    | 27                            | 13                            | 38                            | 17                            | 94                            | 39                            | 81                            | 13                            | 22                            | 8                             | - : Prata - : Platina - : Platina - : Ouro - : Platina | Clarity |
| 2013                                                  | "Right Here" | 14                            | 29                            | —                             | —                             | —                             | —                             | —                             | —                             | 19                            | —                             |                                                        | Home    |
| "—" indica uma obra que não entrou na tabela musical. |              |                               |                               |                               |                               |                               |                               |                               |                               |                               |                               |                                                        |         |

#### Singlespromocionais
| 2012                                                  | "White Coats"            | —   | —  | Glorious   |
| 2012                                                  | "Echo"                   | —   | —  | Glorious   |
| 2012                                                  | "Home"                   | —   | —  | Glorious   |
| 2013                                                  | "Beauty Queen"           | —   | —  | Glorious   |
| 2014                                                  | "Shaking Heads"          | —   | —  | Glorious   |
| 2015                                                  | "Feet Don't Fail Me Now" | 187 | 63 | All I Need |
| 2015                                                  | "If You Leave Me Now"    | —   | —  | All I Need |
| 2015                                                  | "Devil Side"             | 174 | 69 | All I Need |
| 2016                                                  | "Wicked Love"            | —   | 90 | All I Need |
| "—" indica uma obra que não entrou na tabela musical. |                          |     |    |            |

### Outras aparições
| Ano  | Obra                 | Artista                                     | Álbum              |
| ---- | -------------------- | ------------------------------------------- | ------------------ |
| 2013 | "Just One Yesterday" | Fall Out Boy com a participação de Foxes    | Save Rock and Roll |
| 2013 | "Until the End"      | Sub Focus com a participação de Foxes       | Torus              |
| 2015 | "Wildstar"           | Giorgio Moroder com a participação de Foxes | Déjà Vu            |
| 2016 | "Oasis"              | Kygo com a participação de Foxes            | Cloud Nine         |

## Filmografia

### Televisão
| Ano  | Obra                       | Papel               | Notas                       |
| ---- | -------------------------- | ------------------- | --------------------------- |
| 2013 | Never Mind the Buzzcocks   | Ela mesma           | 27ª temporada, 11º episódio |
| 2014 | Doctor Who                 | Cantora             | 8ª temporada, 8º episódio   |
| 2014 | Dynamo: Mágica Impossivel. | Assistente de palco | —                           |

### Vídeos musicais
| Ano  | Obra                     | Diretor(es)         |
| ---- | ------------------------ | ------------------- |
| 2011 | "Home"                   | Flora Hanitijo      |
| 2012 | "White Coats"            | Flora Hanitijo      |
| 2012 | "Echo"                   | Adam Levins         |
| 2013 | "Clarity"                | Jodeb               |
| 2013 | "Just One Yesterday"     | Donald/Zaeh         |
| 2013 | "Youth"                  | James Copeman       |
| 2014 | "Let Go for Tonight"     | Marc Klasfeld       |
| 2014 | "Holding onto Heaven"    | Henry Scholfield    |
| 2014 | "Glorious"               | Justin Anderson     |
| 2015 | "Body Talk"              | Virgili Jubero      |
| 2015 | "Feet Don't Fail Me Now" | Patrick Killingbeck |
| 2015 | "Better Love"            | Kinga Burza         |
| 2015 | "If You Leave Me Now"    | —                   |
| 2015 | "Amazing"                | Johny Mourgue       |
| 2016 | "Cruel"                  | Olof Lindh          |

## Prêmios e nomeações
| Ano  | Cerimônia                 | Categoria                     | Nomeação             | Resultado |
| ---- | ------------------------- | ----------------------------- | -------------------- | --------- |
| 2013 | MTV Video Music Awards    | Artist to Watch               | "Clarity" (com Zedd) | Indicada  |
| 2014 | Grammy Awards             | Best Dance Recording          | "Clarity" (com Zedd) | Venceu    |
| 2014 | Billboard Music Awards    | Top Dance/Electronic Song     | "Clarity" (com Zedd) | Indicada  |
| 2014 | Radio Disney Music Awards | Best Musical Collaboration    | "Clarity" (com Zedd) | Indicada  |
| 2014 | Glamour Awards            | NEXT Breakthrough             | Ela mesma            | Indicada  |
| 2015 | Glamour Awards            | Cointreau British Solo Artist | Ela mesma            | Indicada  |